# Les Ulis
Les Ulis je jugozahodno predmestje Pariza in občina v osrednjem francoskem departmaju Essonne regije Île-de-France. Leta 1999 je naselje imelo 25.785 prebivalcev.

## Geografija
Naselje leži v osrednji Franciji 28 km severozahodno od Évryja in 20 km od središča Pariza.

## Administracija
Les Ulis je sedež istoimenskega kantona, del okrožja Palaiseau.

## Zgodovina
Občina Les Ulis je bila ustanovljena 19. februarja 1977 z izločitvijo dela ozemlja občin Orsay in Bures-sur-Yvette.

## Pobratena mesta
- Sédhiou (Senegal),
- Thetford (Združeno kraljestvo).